# Sex club

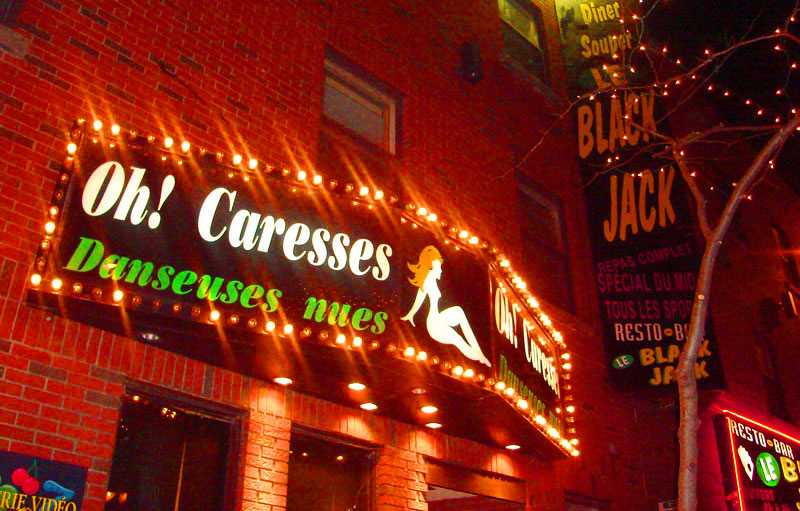
L'insegna di un sex club di Montréal

Un sex club è un club dove i frequentatori possono trovare partner più o meno occasionali per avere rapporti sessuali. 
I locali più grandi possono offrire anche servizi tipici di un nightclub ordinario, come un bar o uno spazio per ballare. In Italia è permesso avere rapporti sessuali esclusivamente all'interno dei club privé, mentre nei night club o lap dance non è permesso essendo luoghi aperti al pubblico e non circoli privati.
In Italia esistono da vari anni sex club a servizio sia della comunità eterosessuale che di quella gay. Operano tutti come circoli privati, riservando l'ingresso alle persone maggiorenni.
I sex club gay sono tutti affiliati a vari circuiti associativi di genere.